# Rogers Cup 2013
Der Rogers Cup 2013 war ein Tennisturnier der WTA Tour 2013 für Damen in Toronto sowie ein Tennisturnier der ATP World Tour 2013 für Herren in Montreal, das vom 3. bis zum 11. August 2013 stattfand.

## Herren
→ Hauptartikel: Rogers Cup 2013/Herren
→ Qualifikation: Rogers Cup 2013/Herren/Qualifikation

## Damen
→ Hauptartikel: Rogers Cup 2013/Damen
→ Qualifikation: Rogers Cup 2013/Damen/Qualifikation